# Список министров обороны Сербии

Этот список включает министров обороны после распада Сербии и Черногории в 2006 году. В этот перечень входят также министры обороны в начале 1990-х годов, когда должность министра кратковременно существовала несмотря на то, что Сербия не была независимой страной в то время.

## Сербия (после 1991)
| N | Фото | Председатель      | Полномочия           | Полномочия           | Партия                        |
| --- | ---- | ----------------- | -------------------- | -------------------- | ----------------------------- |
| N | Фото | Председатель      | Начало полномочий    | Конец полномочий     | Партия                        |
| 1 |      | Миодраг Йокич     | 11 февраля 1991 года | 31 июля 1991 года    | Независимый                   |
| 2 |      | Томислав Симович  | 31 июля 1991 года    | 23 декабря 1991 года | Независимый                   |
| 3 |      | Марко Негованович | 23 декабря 1991 года | 6 ноября 1993 года   | Независимый                   |
| В 1993 году должность министра обороны в Сербии была упразднена. Она появилась лишь после распада Государственного Союза Сербии и Черногории. |      |                   |                      |                      |                               |
| 4 |      | Зоран Станкович   | 4 июня 2006 года     | 15 мая 2007 года     | Независимый                   |
| 5 |      | Драган Шутановац  | 15 мая 2007 года     | 27 июля 2012 года    | Демократическая партия        |
| 6 |      | Александр Вучич   | 27 июля 2012 года    | 2 сентября 2013 года | Сербская прогрессивная партия |
| 7 |      | Небойша Родич     | 2 сентября 2013 года | 27 апреля 2014 года  | Сербская прогрессивная партия |
| 8 |      | Братислав Гашич   | 27 апреля 2014 года  | 5 февраля 2016 года  | Сербская прогрессивная партия |